# Pellenes sytchevskayae
Pellenes sytchevskayae is een spinnensoort in de taxonomische indeling van de springspinnen (Salticidae).
Het dier behoort tot het geslacht Pellenes. De wetenschappelijke naam van de soort werd voor het eerst geldig gepubliceerd in 1999 door Dmitri Viktorovich Logunov, Yuri M. Marusik & Rakov.